# Głęboka (Gorlice)
Pour les articles homonymes, voir Głęboka.
Głęboka est une localité polonaise de la gmina de Biecz, située dans le powiat de Gorlice en voïvodie de Petite-Pologne.